# Hardterbroich-Pesch
Hardterbroich-Pesch ist ein Stadtteil Mönchengladbach im Stadtbezirk Ost. Der Stadtteil ist einer der einwohnerreichsten in Mönchengladbach.

## Geographie

### Geographische Lage
Der Stadtteil Hardterbroich-Pesch liegt nahe der Stadtmitte von Mönchengladbach sowie dem Hauptbahnhof.

## Kultur und Sehenswürdigkeiten

### Grünflächen und Naherholung
In Hardterbroich-Pesch steht am Platz der Republik das Hallenbad Vitusbad. Es handelt sich um den Neubau des nach einem Brand zerstörten ehemaligen Zentralbades. Zudem gibt es im unmittelbar benachbarten Stadtteil Bungt den Volksgarten, einen großen Park mit Spielplatz an einem Weiher und dem Freibad Volksbad.
Im Gewerbepark Monforts Quartier befindet sich das textiltechnikum, eine international einzigartige Sammlung der Textiltechnik. 150 Textilmaschinen zeugen von Mönchengladbachs textiler Vergangenheit und Gegenwart.

## Wirtschaft und Infrastruktur

### Bildung
Am Platz der Republik, in unmittelbarer Nähe zum Hauptbahnhof liegt das Berufskolleg für Technik und Medien sowie das Berufskolleg Volksgartenstraße für Wirtschaft und Verwaltung als weiterführende Schule. In der Nähe der „Hardterbroicherstraße“ liegt die Gemeinschaftsgrundschule Schulstraße.